# يان هانسن (مجدف)
يان هانسن (بالدنماركية: Jan Hansen)‏ هو مجدف دنماركي، ولد في 18 فبراير 1970.

## وصلات خارجية
- يان هانسن على موقع الاتحاد الدولي للتجديف (الإنجليزية)